# Maximinus (Toreut)
Maximinus war ein antiker römischer Toreut (Metallbearbeiter), wahrscheinlich in der zweiten Hälfte des 1. Jahrhunderts in Gallien tätig.
Maximinus ist heute nur noch aufgrund eines Signaturstempels auf einer Bronzekasserolle bekannt. Diese wurde in Matfen in Northumberland, England gefunden, wo zudem eine signierte Kasserolle des Sabinianus gefunden wurde. Heute befindet sich das Stück im Great North Museum: Hancock in Newcastle.

## Einzelbelege
1. ↑  ehemals im Museum of Antiquities in Newcastle; Inventarnummer ?; Richard Petrovszky: Studien zu römischen Bronzegefäßen mit Meisterstempeln. Leidorf, Buch am Erlbach 1993, S. 272, Nr. M.07.01.

| Personendaten    | Personendaten                              |
| ---------------- | ------------------------------------------ |
| NAME             | Maximinus                                  |
| KURZBESCHREIBUNG | antiker römischer Toreut                   |
| GEBURTSDATUM     | 1. Jahrhundert v. Chr. oder 1. Jahrhundert |
| STERBEDATUM      | 1. Jahrhundert oder 2. Jahrhundert         |